# Can Fontova
Can Fontova és una casa del municipi del Masnou (Maresme) protegida com a bé cultural d'interès local.

## Descripció
Casa situada a la cantonada del carrer de Jaume I i el carrer dels Capitans Comellas, al costat de la casa Pere Maristany. De planta rectangular, disposa de planta baixa, primer pis i golfes amb la coberta de teules àrabs a dues aigües amb el carener paral·lel a la façana principal que està orientada va migdia. La coberta queda amagada per un recreixement del parament de la façana a mode d'ampit.
La façana principal es compon a partir de tres eixos de simetria. A la planta baixa, la porta d'accés amb arc rebaixat queda centrada entre dues obertures de llinda recta i reixes de ferro forjat. A la planta pis s'hi disposen tres balcons amb reixa de ferro forjat, amb l'obertura de llinda recta i guardapols al damunt. A les golfes, hi ha tres petites obertures quadrades.
Totes les finestres estan protegides amb persianes de llibret de fusta. El parament de la façana és un estucat llis pintat de color crema beige suau on destaquen les franges i motllures entorn les obertures de color blanc. Corona l'edifici una cornisa decorada amb mènsules.

## Història
El seu primer propietari fou el Dr. Josep Baroy i Bardolet. L'any 1889 s’hi instal·là el primer Col·legi Públic Municipal fins la construcció del nou edifici el 1904 i hi vivien els mestres. Hi visqué Rosa Sensat.
Entre els anys 1936 i 38 hi visqué Vicenç Albert Ballester i Camps, creador de l'estelada i rebé en aquesta casa l'homenatge del president del Parlament.
El nom de la casa es deu al fet que hi visqué, i hi tingué la consulta, el doctor Ramon Fontova i Rosell durant la primera meitat del segle xx. Aquest metge, fill de Lleida, era germà de Francesca Fontova i Rosell una de les primeres dones que obtingué el títol de doctora en medicina a l'Estat Espanyol.